# Klefhaus (Lohmar)
Klefhaus ist ein Weiler in Lohmar im Rhein-Sieg-Kreis in Nordrhein-Westfalen.

## Geographie
Klefhaus liegt im Nordosten Lohmars. Umliegende Ortschaften und Weiler sind Schönenberg im Nordwesten, Neuhonrath im Norden, Grünenborn, Oberstesiefen und Saal im Nordosten, Heide und Höffen im Osten, Mailahn und Kattwinkel im Süden, Hohn und Münchhof im Südwesten, Emmersbach und Katharinenbach im Westen.

## Gewässer
Entlang der Klefhauser Straße fließt ein Vorfluter des Nurschsiefens, der als orographisch linker Nebenfluss in den Maarbach mündet. In Klefhaus selbst entspringt der Klefhäuser Bach, ein orographisch rechter Nebenfluss des Hohner Bachs.

## Landschaft
Von Klefhaus kann ins Aggertal bei und um Wahlscheid gesehen werden. Die andere Bergseite zum Aggertal bietet an klaren Tagen die Sicht z. B. auf Honrath. Klefhaus ist von landwirtschaftlich genutzten Flächen umgeben wie auch von größeren Waldgebieten, besonders entlang der Bachläufe.

## Geschichte
Vor der kommunalen Neugliederung gehörte Klefhaus zur amtsfreien Gemeinde Wahlscheid.

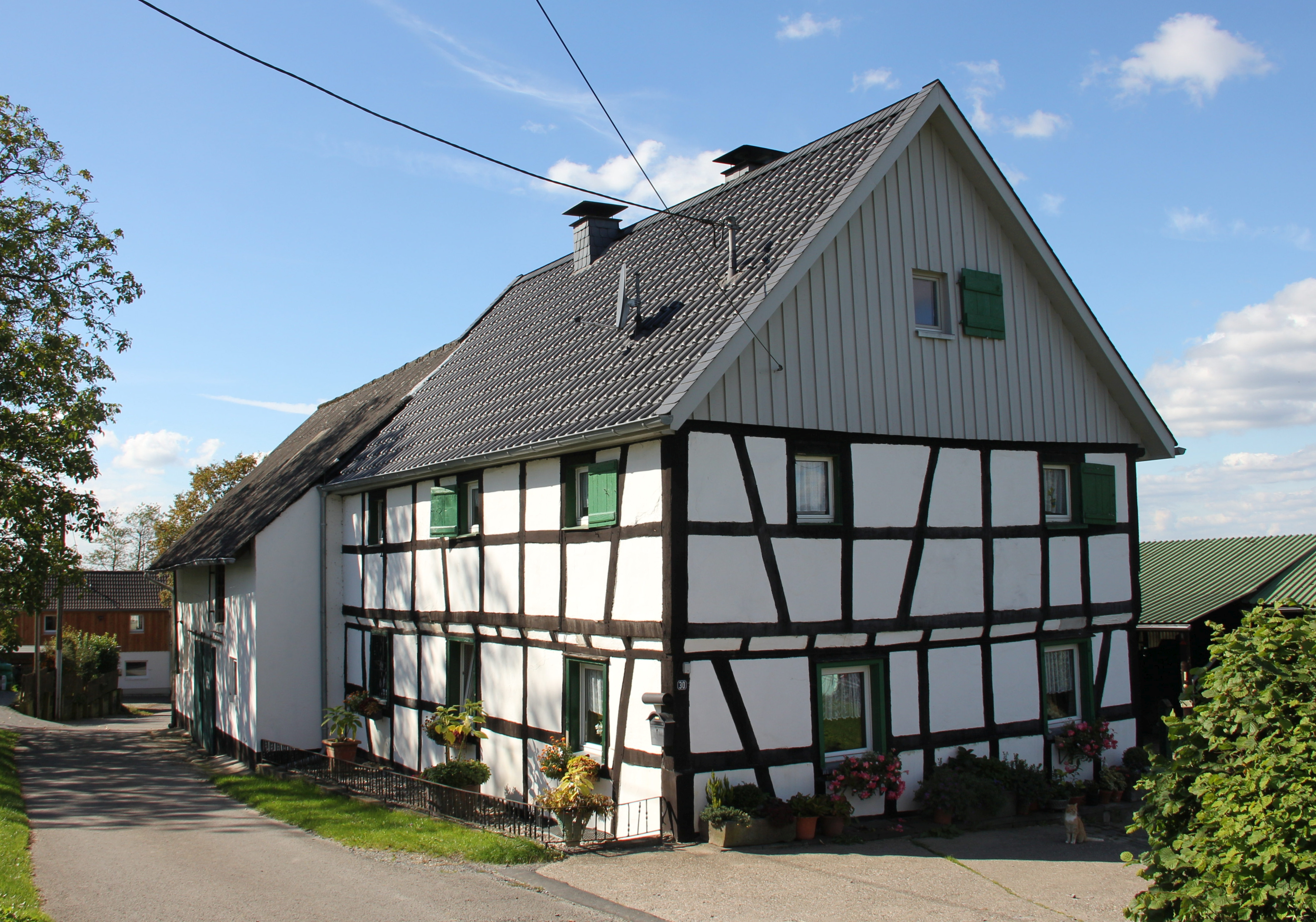
Klefhauser Straße 30

## Sehenswürdigkeiten
- Das östlich von Klefhaus gelegene Naturschutzgebiet Naafbachtal
- Das Fachwerkhaus Klefhauser Straße 30 steht unter Denkmalschutz[4] und ist in der Liste der Baudenkmäler der Stadt Lohmar unter Nr. 149 verzeichnet. Es wurde im 17. Jahrhundert errichtet. 1992 wurde das Fachwerkhaus von Stefan John vom Amt für Agrarwirtschaft erworben. 2010 wurde der Dachstuhl saniert.[5]

## Brauchtum
Die Teilnahme an der Wahlscheider Kirmes gehört für Klefhaus zur Brauchtumspflege dazu.

## Verkehr
Klefhaus liegt an der Kreisstraße 34.
Der nächste Bahnhof liegt in Lohmar-Honrath bei Jexmühle.
Der Busverkehr erfolgt selten und unregelmäßig.
- Linie 547: Lohmar–Neuhonrath–Holl–Lohmar
- Das Anruf-Sammeltaxi (AST) ergänzt daher den öffentlichen Personennahverkehr ÖPNV. Klefhaus gehört zum Tarifgebiet des VRS.